# Vincent Keymer
Vincent Keymer (nascut el 15 de novembre de 2004) és un jugador d'escacs alemany que té el títol de Gran Mestre des de 2020.
A la llista d'Elo de la FIDE del maig de 2022, hi tenia un Elo de 2667 punts, cosa que en feia el jugador número 1 (en actiu) d'Alemanya, i el número 74 del rànquing mundial. El seu màxim Elo va ser de 2664 punts, a la llista de desembre de 2021 (posició 74 al rànquing mundial).

## Vida personal
Vincent Keymer ve d'una família musical. Ell toca el piano. El seu pare, Christof Keymer, és concertista de piano, i professor de música a la Universitat de Hannover; la seva mare, Heike, toca el cello en una orquestra, i la seva germana, Cecilia, toca el piano i el cello. Quan tenia deu anys, Keymer fou portada del número de setembre de 2015 de la revista d'escacs alemanya, Schach Magazin, essent lloat com al més gran talent alemany des d'Emanuel Lasker.

## Carrera
Vincent Keymer va néixer a Magúncia, una ciutat amb una llarga tradició de torneigs d'escacs de ràpides i torneigs d'Escacs960. Va aprendre dels seus pares a jugar a escacs, a cinc anys. El 2015 es va proclamar campió d'Europa amb l'equip nacional alemany sub-18.
Garri Kaspàrov el 2016 es va referir a Keymer com a "excepcional", i Keymer a 11 anys va mostrar el seu potencial amb un impressionant segon lloc en un fort quadre a l'Obert de Viena.
El juliol de 2017, Vincent Keymer va obtenir al tercera norma d'MI mercès a la qual va obtenir el títol de Mestre Internacional.
Ha estat entrenat pel GM hongarès Péter Lékó. Leko va ser també en el seu moment "el més destacat nen prodigi mundial".
Del 29 de març al 2 d'abril de 2018, va jugar al grup A de l'Obert d'escacs de Grenke com a 99è del rànquing inicial. Va guanyar-lo per davant de 49 Grans Mestres, inclosos quatre de més de 2700, puntuant 8/9 i assolint la seva primera norma de GM a 13 anys. Va obtenir un punt i mig més dels necessaris per la norma de GM. Leonard Barden va destacar que la performance de Keymer (2798) fou la més alta de la història per un jugador de menys de 14 anys, i The Week in Chess va dir que la performance de Keymer al Grenke Chess és "un dels resultats més sensacionals de tots els temps."
Entre el 10 i el 21 d'octubre de 2019, Keymer va participar al Gran Torneig Suís de la FIDE, i hi va fer 4½/11 (+1−3=7). Aquesta actuació li va permetre de guanyar la seva tercera i última Norma de Gran Mestre, cosa que en feia l'alemany més jove de tots els temps en assolir el títol, que la FIDE aprovà a començaments de 2020. Keymer va dir en una entrevista amb Fiona Steil-Antoni que la seva tercera norma "hauria d'haver arribat abans".
Keymer acabà en cinquè lloc al Gran Torneig Suís de la FIDE de 2021. El setembre de 2021 fou segon al Campionat d'Europa a Reykjavík, només per sota d'Anton Démtxenko.
Al Campionat Mundial Ràpid de 2022, Keymer va ocupar el segon lloc en la llista de caps de sèrie amb 9,5/13 punts darrere de Magnus Carlsen, gràcies a una millor puntuació davant de Fabiano Caruana, que estava empatat en punts.